# Peter Franz Schumm
Peter Franz Jodokus Blasius Schumm (* 3. Februar 1765 in Senheim; † 24. November 1857 in Wittlich) war ein deutscher Landrat.

## Leben
Peter Franz Schumm war ein Sohn der Eheleute Franz Heinrich und dessen Ehefrau Maria Franziska Schumm, geb. Goutzen aus Senheim an der Mosel. Nach Ende seiner schulischen Ausbildung studierte Schumm bis zum Jahre 1786 Jura an der Universität Trier. Von 1786 bis 1787 arbeitete er zunächst als Rechtspraktikant sowie als Sekretär beim kurfürstlichen Amt in Wittlich, bevor er sein Jurastudium in Heidelberg fortsetzen konnte. Von 1794 bis 1795 und von 1797 bis 1798 arbeitete er dann als Amtmann in Kröv.
In den Jahren 1796 bis 1799 arbeitete er als Schreiber am Wittlicher Friedensgericht, blieb jedoch von 1799 bis 1800 aufgrund antirepublikanischer Gesinnung ohne Tätigkeit. 1801 fand er wieder Anstellung als Sekretär in der Mairie Wittlich, bevor er von 1803 bis 1813 dessen Maire wurde. Ab 1813 übernahm er dann die Position des Friedensrichters im Kanton (canton) Wittlich.
1816 wurde Schumm erst kommissarischer und 1817 schließlich erster königlich-preußischer Landrat im neugeschaffenen Landkreis Wittlich. Nach 30 Jahren Dienstzeit als Landrat ließ er sich auf eigenes Gesuch vom 14. Juli 1836 mit Wirkung zum 1. Januar 1837 pensionieren. Hochbetagt und nachdem er nahezu ein halbes Jahrhundert verdienstvoll den Einwohnern seines Kreises gedient hatte, verstarb Schumm 92-jährig im Jahre 1857.